# Камениця Білоусів

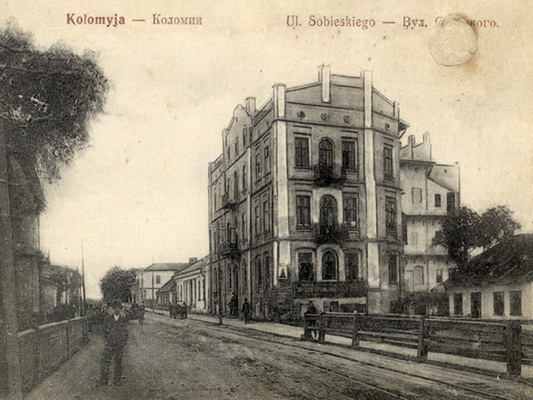

Камениця Білоусів, друкарня Білоусів — перша друкарня в м. Коломия, заснована братами Михайлом та Федором Білоусами 1864 року.